# Grammis 2018
Der schwedische Musikpreis Grammis 2018 wurde am 28. Februar 2018 im Grand Hôtel, Stockholm. Es handelte sich um die 35. Verleihung des  wichtigsten schwedischen Musikpreises. Insgesamt wurde der Preis in 21 Kategorien verliehen.

## Gewinner und Nominierte
Die Gewinner sind fett markiert und vorangestellt.
| Album des Jahres | Alternative-Pop-Album des Jahres |
| --- | --- |
| - Zara Larsson – So Good - Fever Ray – Plunge - Mwuana – Thriller - Säkert! – Däggdjur - Tove Lo – Blue Lips (Lady Wood Phase II) | - Säkert! – Däggdjur - Henrik Berggren – Wolf´s Heart - Jens Lekman – Life Will See You Now - Loney Dear – Loney Dear - Vaz – Necessary Pt.I & Pt.II                                                                                           |
| Künstler des Jahres | Kindermusik des Jahres |
| - Zara Larsson - Henrik Berggren - Linnea Henriksson - Stor - Tove Lo | - Hasse Andersson – Hasses trädgård - Verschiedene Interpreten – Blipp blopp för barn - Emma & KJ – Huset - Per Egland & Sexårskören – Rädslorna på Scenvägen 2 - Trolska skogen – Kan innehålla spår av musik                                 |
| Tanzmusik des Jahres | Elektro/Tanzmusik des Jahres |
| - Expanders – Play That Rock’n’Roll - Casanovas – Ut i livet - Donnez – Akta dig för svärmor - Lasse Stefanz – Wind Me Up - Nya Vikingarna – Kramgoa låtar 30 | - Axwell /\ Ingrosso – More Than You Know/I Love You - Avicii – Avīci (01) - Baba Stiltz – Is Everything - Galantis – The Aviary - Icona Pop – Girls Girls/Det måste gå/They’re Building Walls                                                 |
| Folk-/Volksmusik-Album des Jahres | Hip-Hop-Künstler des Jahres |
| - Lisa Ekdahl – När alla vägar leder hem - Ane Brun – Leave Me Breathless - Anna Ternheim – All the Way to Rio - Sven-Bertil Taube – Så länge skutan kan gå - Ted Gärdestad – Signerat Peter Nordahl | - Yung Lean – Stranger - Jireel – Jettad/Tagga/Man of the Year - Lorentz – Lycka till - Mwuana – Thriller - Stor – Under broarna |
| Hardrock-/Metal-Album des Jahres | Jazzalbum des Jahres |
| - Europe – Walk the Earth - Arch Enemy – Will to Power - H.E.A.T – Into the Great Unknown - The Night Flight Orchestra – Amber Galactic - Vampire – With Primeval Force | - Goran Kajfes Subtropic Arkestra – The Reason Why Vol.3 - Asjo (Ann-Sofi Söderqvist Jazz Orchestra) – Move: Live at Fasching & Bangen - Daniel Karlsson Trio – Ding Dong - Jari Haapalainen Trio – Fusion Madness - Lina Nyberg – Terrestrial |
| Klassikalbum des Jahres | Komponist des Jahres |
| - The Dahlkvist Quartet – Andrea Tarrodi: String Quartets - Camilla Tilling/Musica Saeculorum/Philipp von Steinaecker – Camilla Tilling – Gluck and Mozart Arias - Ernst Simon Glaser, Gbg symf., Zilliacus Persson Raitinen – Flaminis Aura: Works by Tommie Haglund - Mats Bergström – Bach: Sei solo - Norrköpings symfoniorkester/Christian Lindberg – Allan Pettersson – Symphony no.14 | - Noonie Bao – Gesamtwerk - Annika Norlin/Henrik Oja/Emil Svanängen/Oskar Schönning – Däggdjur - Emil Svanängen – Loney Dear - Max Martin – Gesamtwerk - Vargas & Lagola (Vincent Pontare/Salem Al Fakir) – Gesamtwerk                         |
| Lied des Jahres | Musikvideo des Jahres |
| - Zara Larsson – Only You - Avicii (feat Sandro Cavazza) – Without You - Kaliffa – Helt seriöst - Lamix (feat Mwuana/Jireel/Elias Abbas/Blizzy) – Hey Baby (Remix) - Miriam Bryant (feat Neiked) – Rocket - Tjuvjakt – Tårarna i halsen | - Filip Nilsson – Olsson – U - Cissi Efraimsson – Les Big Byrd – Two Man Gang - Mouthe – Mouthe – Let the Boy Live - Nicolina Knapp – Mwuana – Switch - Trans94 – Erik Lundin – Haffla                                                         |
| Newcomer des Jahres | Popkünstler des Jahres |
| - Jireel – Jettad/Tagga/Man of the Year* - Hov1 – Hov1 - Janice – Answer/Love You Like I Should/I Got You - Mabel – Ivy to Roses (Mixtape) - Sarah Klang – Lover/Left Me on Fire/Strangers | - Tove Lo – Blue Lips (Lady Wood Phase II) - Linnea Henriksson – Linnea Henriksson - Miss Li – A Woman’s Guide to Survival - Oskar Linnros – Väntar på en ängel - Zara Larsson – So Good                                                       |
| Musikproduzent des Jahres | Rockalbum des Jahres |
| - Karin Dreijer/Paula Temple/Nídia/Deena/Abdelwahed/Tami T/Peder Mannerfelt/Johannes Berglund - Plunge - Charlie Bernardo - Jenny Vaz & Cecilia Vaz - Max Martin - Tove Lo/Ali Payami/Jakob Jerlström/Ludvig Söderberg | - Thåström – Centralmassivet - Avantgardet – På Östkusten intet nytt - INVSN – The Beautiful Stories - Johnossi – Blood Jungle - Solen – Känslor säljer/Miljonär                                                                               |
| Songwriter des Jahres | Nachhaltiger Künstler des Jahres |
| - Tove Lo – Blue Lips (Lady Wood Phase II) - Annika Norlin – Däggdjur - Henrik Berggren – Wolf´s Heart - Robin ”Mwuana” Nyström – Thriller - Ulises Infante Azocar – Under broarna | - Malena Ernman |
| Ehrenpreis | Sonderpreis |
| - Kenneth Gärdestad | - Görel Hanser |